# Pallavolo ai IV Giochi panafricani - Torneo maschile
Il torneo maschile di pallavolo ai IV Giochi panafricani si è svolto dall'11 al 12 agosto 1987 a Nairobi, in Kenya, durante i IV Giochi panamericani. Al torneo hanno partecipato 4 squadre nazionali africane e la vittoria finale è andata per la prima volta al Camerun.

## Squadre partecipanti
| - Algeria - Camerun - Madagascar - Nigeria |

## Fase finale

### Finali 1º e 3º posto
|  | 1º posto - 4º posto | 1º posto - 4º posto | 1º posto - 4º posto |         |         | 1º/2º posto | 1º/2º posto | 1º/2º posto |  |
|  |                     |                     |                     |         |         |             |             |             |  |
|  | Algeria             | Algeria             | 3                   |         |         |             |             |             |  |
|  | Algeria             | Algeria             | 3                   |         |         |             |             |             |  |
|  | Nigeria             | Nigeria             | X                   |         |         |             |             |             |  |
|  | Nigeria             | Nigeria             | X                   |         | Algeria | Algeria     | 0           |             |  |
|  |                     |                     |                     |         | Algeria | Algeria     | 0           |             |  |
|  |                     |                     | Camerun             | Camerun | 3       |             |             |             |  |
|  | Camerun             | Camerun             | Camerun             | Camerun | 3       | 3           |             |             |  |
|  | Camerun             | Camerun             |                     |         |         | 3           |             |             |  |
|  | Madagascar          | Madagascar          | 1                   |         |         | 3º/4º posto | 3º/4º posto | 3º/4º posto |  |
|  | Madagascar          | Madagascar          | 1                   |         |         |             |             |             |  |
|  |                     |                     |                     |         |         |             |             |             |  |
|  |                     |                     |                     |         |         | Nigeria     | Nigeria     | 3           |  |
|  |                     |                     |                     |         |         | Nigeria     | Nigeria     | 3           |  |
|  |                     |                     |                     |         |         | Madagascar  | Madagascar  | 0           |  |

## Classifica finale
| Classifica | Squadre    |
| ---------- | ---------- |
|            | Camerun    |
|            | Algeria    |
|            | Nigeria    |
| 4          | Madagascar |